# Mamoudzou
Mamoudzou és la capitala de la regió d'ultramar francesa de Mayotte.

## Història
Mamoudzou és una localitat que es va desenvolupar a partir dels anys 1860 per secundar l'aleshores capital Dzaoudzi. La urbanització va integrar progressivament antigues viles com Kaweni (segle xiv), Mtsapéré (finals s.XVIII), Choa o "pointe Mahabou", vila fundada el 1830 pels sakalava que acompanyaven Adriantsoly.
Kaweni i Kavani tingueren durant la segona meitat del segle xix dues plantacions sucreres amb fàbriques les restes de les quals encara es poden veure.

## Demografia
| Kavani                                     | 3 948 | 5 488  | 8 100  |
| Kaweni                                     | 6 206 | 9 604  | 11 562 |
| Mamoudzou                                  | 5 666 | 6 533  | 6 186  |
| Mtsapéré                                   | 6 979 | 10 495 | 11 283 |
| Passamainty                                | 5 173 | 6 008  | 7 086  |
| Tsountsou 1                                | 2 093 | 3 058  | 3 398  |
| Tsountsou 2                                | 574   | 1 063  | 1 671  |
| Vahibé                                     | 2 135 | 3 236  | 3 736  |
| Des de 1997: Població sense dobles comptes |       |        |        |

| 20 307                                     | 32 733 | 45 475 | 53 022 |
| Des de 1991: Població sense dobles comptes |        |        |        |

## Administració
La comuna és formada de 7 viles endemés de la de Mamoudzou, que són Cavani, Kawéni, Mtsapéré, Passamainti, Vahibé, Tsoundzou I i Tsoundzou II. Està dividida en tres cantons: Mamoudzou I, Mamoudzou II et Mamoudzou III.
Des de març de 2008, l'alcalde de Mamoudzou és Abdourahamane Soilihi (UMP).